# 沙坝榕
沙坝榕（学名：Ficus chapaensis）为桑科榕属的植物。分布在越南、缅甸以及中国大陆的四川、云南等地，生长于海拔1,700米至2,100米的地区，一般生于路边或沟谷林中，目前已由人工引种栽培。